# Distretto di Kaynarca
Il distretto di Kaynarca (in turco Kaynarca ilçesi) è uno dei distretti della provincia di Sakarya, in Turchia.